# Asio capensis

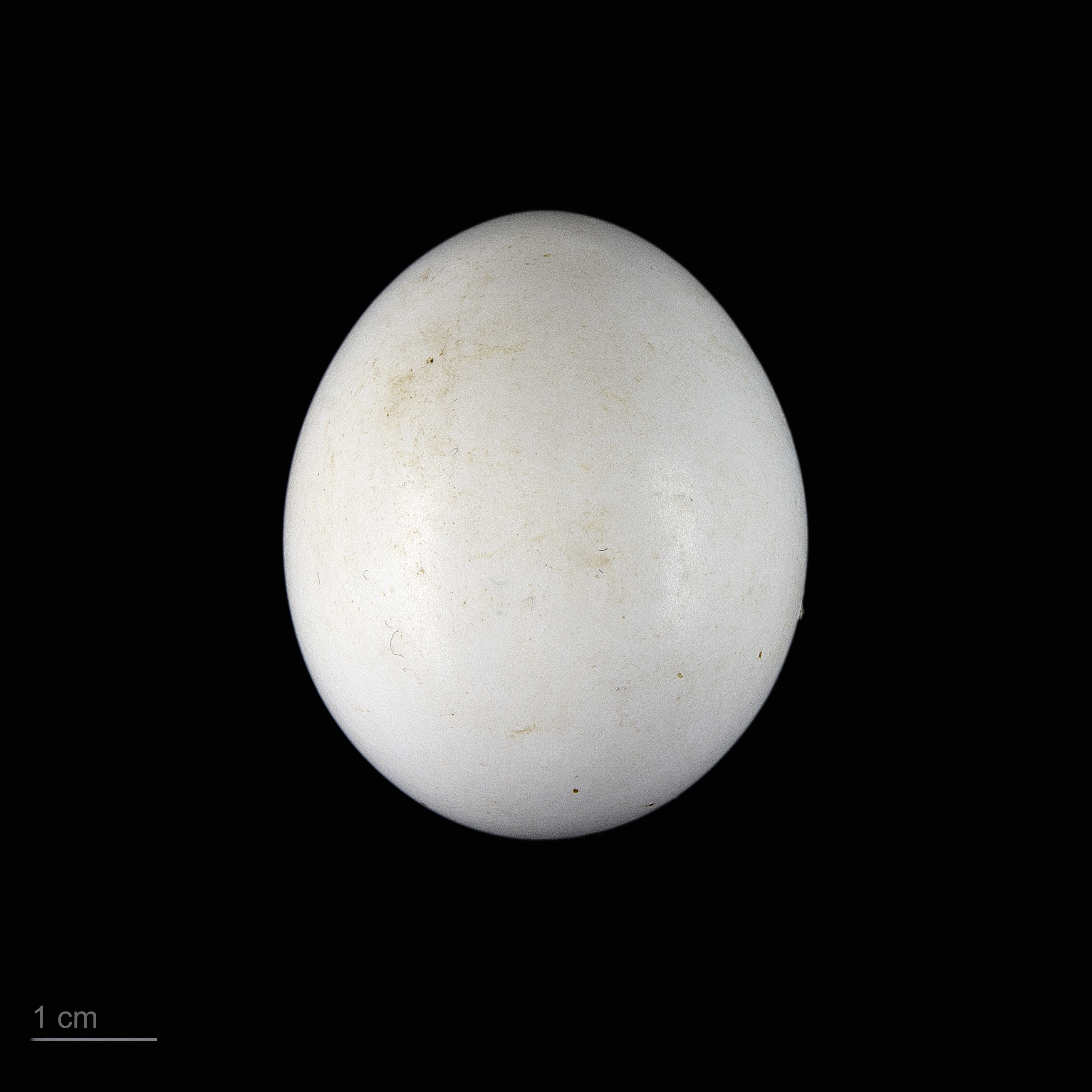
Asio capensis tingitanus

Asio capensis là một loài chim trong họ Strigidae.